# 카를 힐페르트
카를 힐페르트(Carl Hilpert, 1888년 9월 12일, 뉘른베르크 ~ 1948년 12월 24일, 모스크바)는 제2차 세계 대전 중, 독일 국방군 육군 (Wehrmacht Heer)의 장교로, 독일 국방군 상급대장 (Generaloberst) 이었다.

## 생애
힐페르트는 1888년, 바이에른 왕국의 뉘른베르크에서 태어났다. 1907년 7월, 바이에른 왕국 육군에 입대해, 보병 제14연대에 배속되었다. 1909년 5월, 소위 (Leutnant) 로 임관하였고, 제1차 세계 대전에서는 서부 전선에 참전해 종전까지 대위로 (Hauptmann) 로 승진하였다.
전후에는 제국방위군 (Reichswehr) 에 채용되어 제21 보병 연대에서 중대장 및 연대 부관을 맡았고, 1922년부터 1925년까지 독일 국방부에서 일하였으며, 그 다음 슈투트가르트의 제5군단 관할 구역 참모가 되었다. 1929년 6월, 소령 (Major)으로 승진해 뮌헨의 제7군 관할 구역 참모 및 보병 사령관을 맡았고, 1933년 10월에 중령 (Oberstleutnant)으로 승진해 1935년, 제35 보병 연대장을 맡았다. 1937년, 제9군단의 참모장에 취임하였고, 1939년 4월에 소장 (Generalmajor)으로 승진하였다.
1939년, 제2차 세계 대전이 발발하자, 폴란드 침공에 A군 집단 참모장으로 참전하였고, A군 집단이 해산한 후, 그 해 10월에 남부 크라카우 (현 크라쿠프의 독일식 이름) 국경 방위 부대 참모를 거쳐, 1940년 2월에 서부 전선의 제1군 참모장을 맡았다. 그 해 10월에 중장 (Generalleutnant)으로 승진하였으며, 같은 달 에르빈 폰 비츨레벤 (Erwin von Witzleben) 원수 (Generalfeldmarschall) 가 D군 집단 사령관을 맡은 동시에, D군 집단의 참모장이 되었다. 1942년, 동부 전선의 제54군단 사령관이 되었고, 같은 해 8월에 제22군단장으로 일하고 1942년 9월, 보병 대장으로 승진하였다.
1943년 1월, 증원 전력의 투입으로 강화된 힐페르트의 군단은, 레닌그라드 전면에서 어려운 방어전을 치렀고, 그는 그 다음 제44군단을 이끌며 볼호프강과 실리셀부르크에서 우세한 붉은 군대의 공세를 견뎠다. 이 전공 (戰功)으로 그는, 같은 해 8월에 기사철십자장을 받았다. 1944년 1월, 제1군단 사령관이 되어 폴로츠크 (Polotsk) 포위 섬멸을 면했고, 이 공으로 그 해 8월에 백엽기사철십자장을 수여받았다. 그 해 9월, 제16군 사령관에 임명되었다.
1945년 4월, 쿠를란트 집단군 (Heeresgruppe Kurland) 사령관을 맡았고, 나치 독일의 항복 직전인 1945년 5월 1일, 상급대장 (Generaloberst)으로 승진하였다. 소련군의 공습에도 불구하고 비밀리에 독일군 장병 2만 7천명을 쿠를란트 고립 지대 (Kurland-Kessel) 로부터 탈출시키는 데 성공하였으며, 1945년 5월 8일, 소련군에 항복하고 포로가 되어 1948년 12월, 수용지인 모스크바에서 사망하였다.

## 참고 문헌
- Gerd F. Heuer: Die Generalobersten des Heeres. Inhaber höchster deutscher Kommandostellen, Moewig Verlag, Rastatt 1988, ISBN 3-8118-1049-9, Seite 108-111